# Handball Club de Conflans
Le Handball Club de Conflans est un club français de handball basé à Conflans-Sainte-Honorine dans les Yvelines. Sa section féminine a été deux fois vice-championne de France en tant que PLM Conflans au début des années 1980.

## Historique
Sous l'égide du Patronage laïque municipal (PLM) de Conflans-Sainte-Honorine, le club connait ses premières heures de gloire avec son équipe féminine qui est promue de Championnat de France de Nationale II en 1978. Dès sa deuxième saison dans l'élite, les féminines atteignent la finale du Championnat où elles sont battues par le PUC. Elles renouvellent l'exploit la saison suivante en terminant deuxième du niveau haut derrière... le PUC. Puis en 1982, le PLM Conflans est une nouvelle fois sur le podium, à la troisième place.
Ces résultats permettent au club de se qualifier en Coupe d'Europe, en Coupe des vainqueurs de coupe (C2) où le club est éliminé en quart de finale en 1981 (en) puis en huitièmes de finale en 1982 (en) puis en Coupe de l'IHF (C3) où le club est éliminé en huitièmes de finale en 1983 (en). 
Mais cette saison 1982-1983 est bien plus difficile : le PLM Conflans ne remporte aucun match en Championnat et est relégué en Nationale II. En 1985, le club totalise 170 licenciés repartis en 6 équipes garçons, 4 équipes filles et une école de handball. Le budget prévisionnel est alors de 210 585 FRF (65 167,63 EUR2023), correspondant à des recettes de 42 000 FRF et des subventions souhaitées de 168 585 FRF.
Le HBC Conflans est créé en 1993, à la suite de la décision prise de ne plus faire partie du PLM Conflans. Seules les équipes masculines font alors partie du HBC Conflans avant d'être rejoint par les féminines quatre ans plus tard.
C'est alors l'équipe masculine qui connaît les meilleurs résultats : après plusieurs montées successives, il accède à la Division 2 en 2001. Il s'y maintient jusqu'en 2007, mais des difficultés financières obligent le club à se séparer de nombreux joueurs et l’équipe connaît alors plusieurs descentes avant de se stabiliser en Pré-Nationale. 
C'est alors à nouveau l'équipe Première féminine qui redevient l'équipe phare du club : accédant une première fois championnat de Nationale 1 en 2016, elle est promue une deuxième fois en 2020. Après une nouvelle saison totalement tronquée par la pandémie de Covid-19, le club évolue en Nationale 2 pour la saison 2021-2022 et reste à ce niveau jusqu'en 2024, année de sa relégation en Nationale 3.

## Palmarès
- Championnat de France
  - Deuxième (2) : 1980 et 1981
  - Troisième (1) : 1982